# Hundängetjärnet
Hundängetjärnet är en sjö i Dals-Eds kommun i Dalsland och ingår i Örekilsälvens huvudavrinningsområde. Hundängetjärn ligger i Trestickla-Boksjön Natura 2000-område.